# Lee Maddeford
Lee Maddeford, né à Anchorage, Alaska le 5 octobre 1959, est un musicien, pianiste, arrangeur et chanteur.

## Biographie
Lee Maddeford est installé en Suisse depuis 1981. Il découvre la musique d'abord seul, sur le piano familial, avant d'entreprendre des études de musique à Seattle à l'âge de 18 ans. De retour d'une année de bûcheronnage dans les forêts de l'Alaska, il étudie le cor à piston, le piano et l'improvisation avec Gary Peacock et Art Lande. A 20 ans, il part sac au dos découvrir le monde et sa musique. Lors d'une halte en Suisse, il s'installe à la Tour de Gourze, dans les hauts de Lausanne. Il y fait la connaissance de musiciens de la région, Daniel Perrin, Claude Buri, Antoine Auberson ou encore Wiliam Fierro et prolonge son séjour. 
En 1988, il rejoint Piano Seven avec qui il joue, tourne et enregistre de la musique pendant près de dix ans. Durant cette période, il se distingue comme musicien, notamment dans un duo de piano avec Olivier Rogg ou encore en sa qualité de compositeur-interprète du groupe Diatonikachromatik. Très attiré par le theâtre et la musique de scène, il écrit également la musique du groupe Voix de garage pour qui il crée les spectacles Voix de garage en 2010, puis Solstices en 2012. Mais c'est surtout comme arrangeur qu'il va s'affirmer. En 1989, il gagne avec le violoniste Gil Abravanel le Prix d'arrangement de la communauté des radios francophones et rejoint la musicienne Marie Henchoz et la dessinatrice Annick Caretti. Ensemble, ils créent la collection de disques pour enfant Sautecroche. Lee Maddeford réalise les arrangements de cette série dont le n° 11 est paru en 2008. Le répertoire de ce Lausannois d'adoption s'exporte au dehors des frontières helvétiques: le cabaret musical Créatures qu'il monte en 2005 avec le chanteur et comédien lausannois Alexandre Bonstein et dont il écrit la musique est joué à Paris, Dublin et New York, nommé deux fois aux Molières dans les catégories "Meilleur créateur de musique de scène", et "Meilleur spectacle inattendu". 
Lee Maddeford enregistre en 2013 un album intitulé Newman waits here, hommage à Randy Newman et Tom Waits enregistré avec le groupe Boulouris 5. Ses chansons sont librement accessibles sur son site internet.

## Sources
- « Lee Maddeford », sur la base de données des personnalités vaudoises sur la plateforme « Patrinum » de la Bibliothèque cantonale et universitaire de Lausanne.
- Robert, Arnaud, "Lee Maddeford, la rauque attitude", Le Temps, 2013/07/06
- L'Hebdo, 2005/04/11, p. 77